# Rhagastis rubetra
Rhagastis rubetra là một loài bướm đêm thuộc họ Sphingidae. Loài này có ở Indonesia (Kalimantan, Nias, Sumatra) phía bắc through Malaysia (Sarawak, Peninsular) tới Thái Lan và có thể ở phía nam Trung Quốc (Tây Tạng).

## miêu tả
Nó giống với Rhagastis acuta, Rhagastis hayesi và Rhagastis velata.

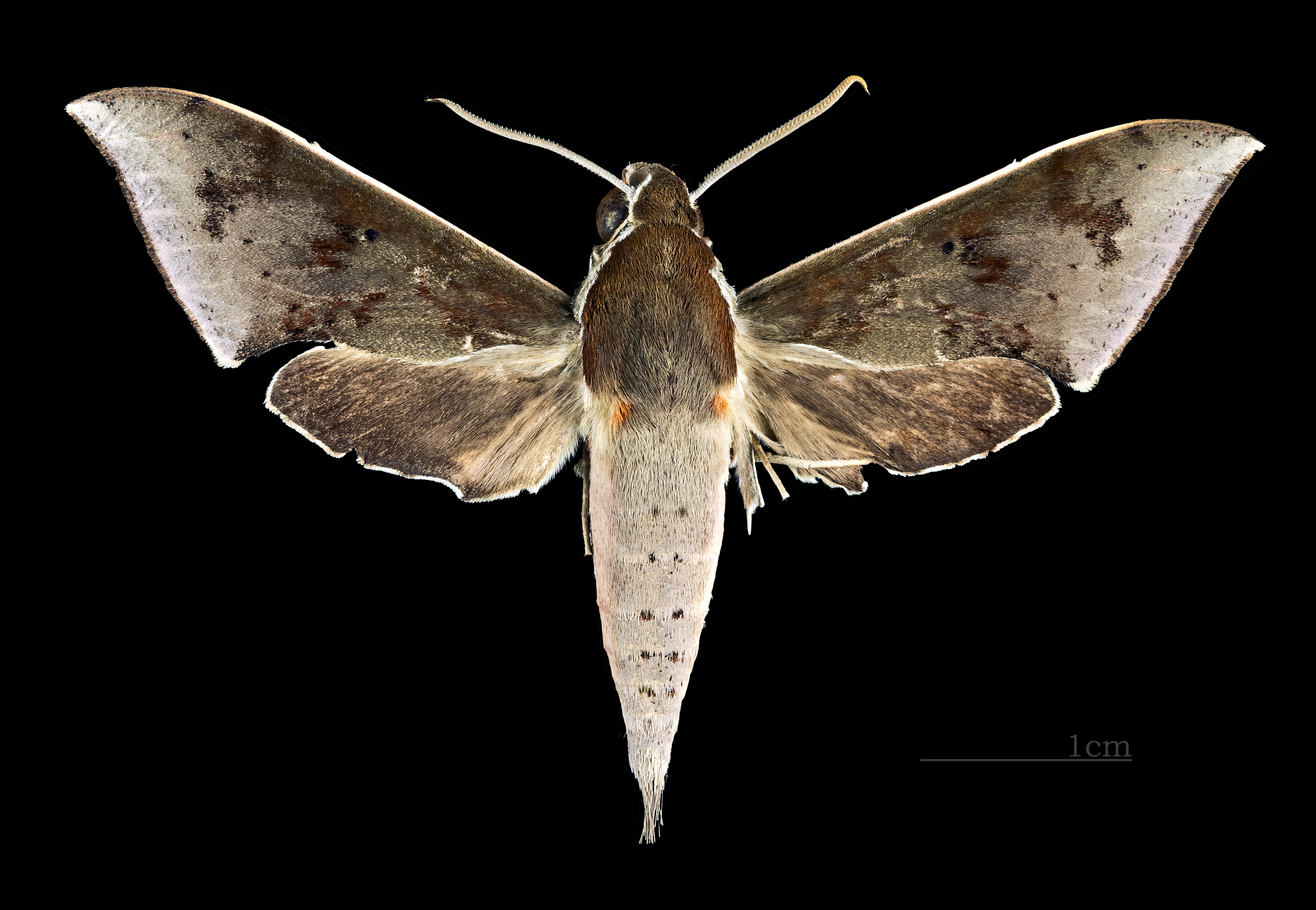
thuộc về bụng
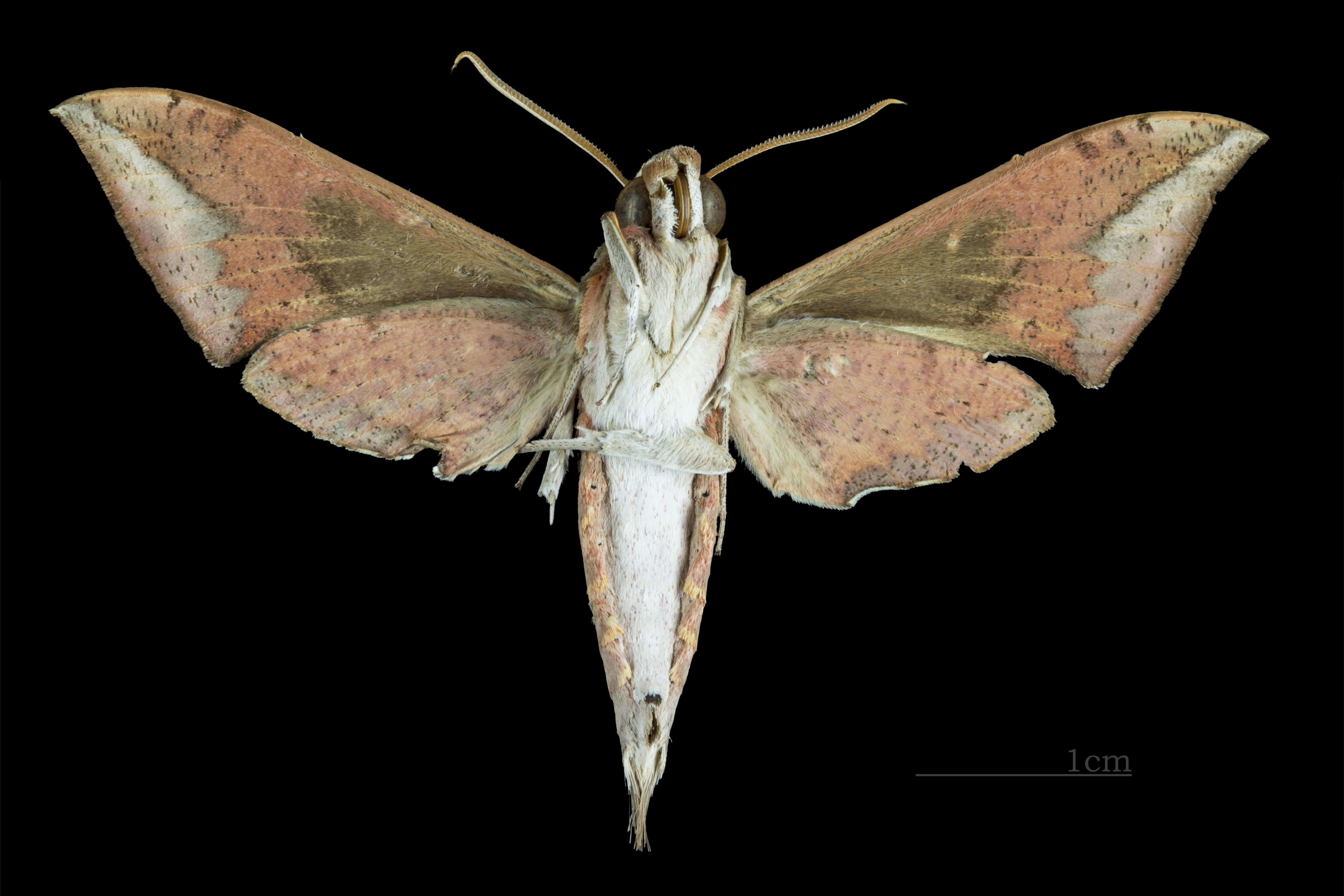
mặt lưng